# Artchil Gomiachvili
Artchil Gomiachvili (en géorgien : არჩილ მიხეილის ძე გომიაშვილი, en russe : Арчи́л Миха́йлович Гомиашви́ли), né à Tchiatoura (Union soviétique, actuellement en Géorgie) le 23 mars 1926 et mort le 31 mai 2005 à Moscou, est un acteur soviétique d'origine géorgienne. Artiste du Peuple de la RSS de Géorgie en 1966. Son nom est à jamais associé au personnage d'Ostap Bender du roman d'Ilf et Pétrov Les Douze Chaises adapté à la télévision par Leonid Gaïdaï en 1971. Il a également incarné Joseph Staline au cinéma à cinq reprises. Sa carrière théâtrale s'est déroulée au théâtre du Lenkom. Dans les années 1990, l'acteur s'est reconverti en homme d'affaires, gérant avec succès un casino, puis, un restaurant à Moscou,,,,.

## Biographie
Le père du futur acteur, Mikhaïl Gomiachvili, était berger dans sa jeunesse. Il était l'un des premiers dans son village à apprendre le russe ce qui lui a ouvert les portes de l'Institut des professeurs rouges de Moscou. Diplômé, il dirigeait le syndicat de mineurs à Donbass. À la fin des années 1930, il fut victime des Grandes Purges, on l'a chassé du Parti communiste et envoyé au camp du Goulag d'où il est sorti seulement en 1944.
Artchil nait à Tchiatoura, alors dans la RSS de Géorgie. Il tient son prénom de son grand-père. Il va à l'école russe et apprend le géorgien à l'âge de quatorze ans.
En 1940-1942, il fait ses études à l'école d'art au sein de l'Académie des beaux-arts de Tbilissi. À cette époque, il est arrêté plusieurs fois pour divers fait criminels, mais réussit à échapper à l'inculpation. Plus tard, après la dislocation de l'URSS, quand avoir les relations dans le milieu criminel deviendra un signe de prestige, Gomiachvili va revendiquer avoir fait de la prison et y avoir côtoyé Djaba Iosseliani.
Il commence à travailler comme décorateur au Théâtre académique russe de Tbilissi (ru) alors sous la direction de Gueorgui Tovstonogov qui, un jour, lui propose de monter sur scène. Après que Tovstonogov ait quitté le théâtre, Gomiachvili part pour Moscou et suit une formation à l'École-studio du Théâtre d'Art académique de Moscou qu'il est contraint d'abandonner à la suite d'une bagarre qu'il provoque au restaurant de l'hôtel National en 1948. Il rentre à Tbilissi où il est engagé comme figurant dans la troupe du théâtre académique Kote Marjanichvili.
L'artiste rejoint le Parti communiste en 1953.
En 1958, il quitte la capitale géorgienne pour Poti où il travaille au Théâtre Giorgi Eristavi. Puis, de retour à Tbilissi en 1960, il retrouve le Théâtre russe, auquel il restera fidèle pendant treize ans.
En 1957, Gomiachvili débute au cinéma, dans le premier film de la trilogie consacrée au révolutionnaire géorgien Kamo, Connu personnellement. Ensuite, il apparaît régulièrement à l'écran, mais toujours dans de petits rôles. Lui même, parmi ses interprétations dit préférer celle dans l'adaptation de la comédie d'Avksenti Tsagareli Other Times Now (Иные нынче времена) de Mikhaïl Tchiaoureli.
En 1958, avec Iouri Lioubimov, Gomiachvili monte le one-man-show Les Aventures d'Ostap Bender (Похождения Остапа Бендера) d'après le Veau d'or d'Ilf et Pétrov.
En 1971, Leonid Gaïdaï entreprend porter à l'écran Les Douze Chaises d'Ilf et Pétrov. Plusieurs acteurs déjà célèbres comme Mikhaïl Kozakov, Vladimir Basov, Andreï Mironov, Léonid Kanevski, Spartak Michouline, Aleksandre Beliavski passent alors les auditions. Gaïdaï choisit finalement Gomiachvile qui est pratiquement inconnu du public, mais à la sortie du film se voit cité parmi les dix meilleurs acteurs de l'année. Il est félicité au niveau du Conseil des Ministres de l'URSS et reçoit en guise de récompense un appartement de cinq pièces au centre de Moscou. Il se brouille toutefois pour longtemps avec Gaïdaï qui a doublé sa voix dans le film par celle de Iouri Sarantsev. Ils se réconcilient quelques années plus tard.
Ses rôles au cinéma par la suite, bien que nombreux, n'atteignent pas le niveau des Douze Chaises. Il était question de sa participation dans la série télévisée Dix-sept Moments de printemps, mais Gomiachvili espérant le rôle principal n'arrive pas à se résoudre à accepter autre chose.
En 1973, Gomiachvili devient acteur du théâtre du Lenkom. Il quitte la troupe à la suite de la mésentente avec Mark Zakharov venu remplacer Anatoli Efros au poste de directeur artistique. En 1980-1988, il joue au théâtre Pouchkine de Moscou. Il met fin à sa carrière d'acteur au début des années 1990 pour présider la société Business-City (Сити-Бизнес), puis, à la fin de l'année 1992, ouvre le casino Ostap d'Or (Zolotoi Ostap) qui devient rapidement l'un des lieux prestigieux fréquentés par l'élite moscovite. Quelques années plus tard, il ouvre également un restaurant de poisson du même nom qu'il dirige avec son épouse Tatiana.
Contrairement à beaucoup d'acteurs tentant de combattre l'inconscient collectif qui associe leur personnalité à celle d'un héros en particulier, Gomiachvili se fait à l'image d'Ostap Bender et en arbore les manières et le style vestimentaire jusqu'à la fin de sa vie. Il dira plus tard, j'ai vécu comme Ostap et avec Ostap. Son club de jeu et le restaurant rendent également hommage à son personnage fétiche. Il y organise une grande fête pour célébrer le 25e anniversaire de la sortie des Douze Chaises.
En 2004, on lui découvre une tumeur aux poumons. Il se fait opérer dans une clinique aux États-Unis et revient à Moscou plein de projets, optimiste. Il décède l'année suivant à la suite de la propagation des métastases à l'âge de 79 ans. Il repose au cimetière Troïekourovskoïe.

## Théâtre du Lenkom
- 1973 : Avtograd-XXI (Автоград-XXI), l'adaptation de Mark Zakharov[3]
- 1974 Thill (Тиль) de Grigori Gorine, l'adaptation de Mark Zakharov
- 1975 Yasnovidiachtchi (Ясновидящий) (1975-1978), l'adaptation de Mark Zakharov

## Filmographie partielle
- 1957 : Connu personnellement (ru) (Лично известен) de Stepan Kevorkov : Mantacherov
- 1971 : Les Douze Chaises de Leonid Gaïdaï : Ostap Bender
- 1977 : Mimino (Мимино) de Gueorgui Danielia :
- 1980 :  La Comédie des jours depuis longtemps révolus (ru) (Комедия давно минувших дней) de Youri Kouchnerev
- 1983 :  Au petit, au tout petit matin (ru) (Раннее, раннее утро) de Valeri Khartchenko
- 1985 : Piège double (lv) (Dubultslazds) de Aloizs Brenčs
- 1986 : Mon clown préféré (ru) (Мой любимый клоун) de Youri Kouchnerev
- 1989 : Stalingrad de Youri Ozerov
- 1993 : Les Anges de la mort (ru) (Ангелы смерти) de Youri Ozerov
- 1998 : La Tragédie du siècle (ru) (Трагедия века) de Youri Ozerov